# 康吉鰻屬
康吉鰻屬（學名：Conger）是康吉鰻科的一個屬，其下共有10多種魚類，分佈于热带和温带的大西洋，印度洋、太平洋海域。其中歐洲康吉鰻是世界上體型最大的鰻魚。 

## 行為
康吉鰻屬於中等捕食性魚類，故此長得一口尖牙利齒以捕獵小魚，而其攻擊性亦極高，更常有攻擊人類的記錄。2013年7月，一名潛水員在愛爾蘭基拉尼港水下25米處被一條康吉鰻襲擊，臉上被咬下一塊肉。

## 下属物种
本属包括以下物种：
- 灰康吉鰻 Conger cinereus ：又稱灰糯鰻。
- 歐洲康吉鰻 Conger conger ：又稱歐洲糯鰻。
- 暗康吉鰻 Conger erebennus ：又稱暗糯鰻。
- 佳味康吉鰻 Conger esculentus ：又稱佳味糯鰻。
- 日本康吉鰻 Conger japonicus ：又稱日本糯鰻。
- 大頭康吉鰻 Conger macrocephalus ：又稱大頭糯鰻。
- 夏威夷鬍康吉鰻 Conger marginatus
- 北方康吉鰻 Conger monganius
- 星康吉鰻 Conger myriaster ：又稱繁星糯鰻。
- 大洋康吉鰻 Conger oceanicus ：又稱大洋糯鰻。
- 寡孔康吉鰻 Conger oligoporus ：又稱寡孔糯鰻。
- 圓肛康吉鰻 Conger orbignianus ：又稱圓肛糯鰻。
- 菲律賓康吉鰻 Conger philippinus ：又稱菲律賓糯鰻。
- 多齒康吉鰻 Conger triporiceps ：又稱多齒糯鰻。
- 維氏康吉鰻 Conger verreauxi ：又稱維氏糯鰻。
- 威氏康吉鰻 Conger wilsoni ：又稱威氏糯鰻。